# Wissam Charaf
Wissam Charaf, né en 1973 à Beyrouth, est un réalisateur, journaliste et compositeur autodidacte libanais naturalisé français.

## Biographie
Né à Beyrouth en 1973, Wissam Charaf grandit à Beyrouth-Ouest au milieu de la guerre civile au Liban.
En 1982 pendant l'invasion israélienne, il survit à l'explosion d'une grenade à fragmentation à l'âge de 9 ans. Plus tard, à la fin des années 80 il travaille dans des radios indépendantes libanaises et apprend le montage et la caméra en travaillant dans les nombreuses chaines de télévision locales qui essaimaient à cette époque au Liban. Il s'intéresse à la musique punk-gothique des années 80 (Sisters of Mercy, Bauhaus) ainsi qu'au mouvement Grunge des années 90. Son intérêt se porte également sur la sous-culture des produits télévisés au Liban, que ce soit les clips et chansons de propagande guerrière des partis politiques, ou les publicités et les vidéo-clips de pop.
Il part pour Paris en 1998 et travaille comme journaliste, monteur et cadreur de reportages pour la chaine Arte. Il réalise des centaines de reportages d'actualité et culturels et couvre des zones de conflit comme le Liban et le Proche-Orient mais aussi le Darfour, l’Afghanistan, Haïtï ou la Corée du Nord. Il est assistant réalisateur sur des clips d’Henri-Jean Debon (Sinead O’Connor, Asian Dub Foundation, Noir Désir, Ingrid Caven...), dont il a fait la connaissance lors d'un tournage à Beyrouth. A Paris, il découvre le cinéma de Robert Bresson, Jean-Marie Straub et Danièle Huillet, Tsai-Ming Liang, Joao Cesar Monteiro ou Jim Jarmusch qui lui seront d'une grande inspiration dans ses films. Il est également l'assistant de Danielle Arbid (Raddem en 1996, Aux Frontières en 2002), avant d’écrire et de réaliser son premier court (Hizz Ya Wizz) en 2004, puis L'armée des fourmis en 2006, en compétition au Festival de Locarno en 2007.
En 2007 il se réinstalle à Beyrouth et réalise son premier documentaire en 2012 (It's all in Lebanon) et son premier long métrage en 2016 (Tombé du ciel) sélectionné à l'ACID de Cannes en 2016. En 2020, il survit à nouveau à l'explosion du port de Beyrouth lors de laquelle il est grièvement blessé. Son second long-métrage (Dirty Difficult Dangerous) fait l'ouverture de la section Giornate Degli Autori à la Mostra de Venise en 2022 et remporte le prix Europa Cinémas. En 2023, son court-métrage Et si le soleil plongeait dans l'océan des nues est à nouveau en compétition à la Mostra de Venise.
Le Liban, où il a vécu les 25 premières années de sa vie est au cœur de ses films qui sont une plongée dans un univers burlesque, insolite et politique. Ses histoires racontent souvent la vie de loosers rongés par l'ennui, la guerre, la mélancolie, le travail, et qui trouvent le salut dans une douceur teintée d'espoir, où le beau côtoie l'absurde. Selon Luc Chessel (Libération): "(...) drôle d'art post-traumatique, cinéma d'éternelle après-guerre: ce mélange admirable, en principe si casse-gueule, de légèreté et de gravité, de sobriété et d'excès, toujours au bord des larmes et surtout du fou-rire".
Dans plusieurs de ses films il collabore avec un trio d'acteurs : Raed Yassin, Said Serhan et Rodrigue Sleiman qui lui offrent une large palette de personnages loufoques et décalés, écrasés par le poids du quotidien, drôles et tendres à la fois, et qui s'acharnent à déconstruire les stéréotypes de la virilité masculine du monde arabe, tels les videurs, les gardes du corps, miliciens et autres gardiens de sécurité. Ses films adressent également la réalité sociale et politique du pays, comme les thèmes des réfugiés ou des employées de maison. La mémoire de son enfance pendant la guerre civile, très souvent présente, a également inspiré beaucoup de scènes de ses films.
Deux de ses courts-métrages, Souvenir inoubliable d'un ami et Et si le soleil plongeait dans l'océan des nues sont sélectionnés par l'Académie des César. En 2023, ses courts-métrages sont présentés à la Cinémathèque Française. En 2023, il fait l'objet d'une rétrospective au Poitiers Film Festival. La même année, Dirty, Difficult, Dangerous est projeté au Centre Pompidou dans le cadre de l'événement "La guerre en face".
En 2025 il est l'invité d’honneur du Festival de Clermont-Ferrand qui lui consacre une rétrospective et une Masterclass.
Il est sélectionneur à l'ACID lors du Festival de Cannes en 2017 et fait partie du jury du Festival de Clermont-Ferrand en 2019 et du Festival de Brive en 2024.
Il est également enseignant chargé de cours à l'Académie Libanaise des Beaux-Arts et à l'Insitut Pratique du Journalisme-Paris Dauphine.

## Filmographie

### Reportages télévisés
- 2020: Libye, dans les prisons de haute sécurité
- 2024 : Liban : la guerre sans nom[9]
- 2024 : Liban : le déluge de feu

### Documentaires
- 2012 : It's all in Lebanon

### Fictions
- 2004 : Hizz Ya wizz
- 2006 : Un héros ne meurt jamais
- 2007 : L’Armée des Fourmis
- 2016 : Après
- 2016 : Manuel de survie d'un combattant
- 2016 : Tombé du ciel
- 2018 : Souvenir inoubliable d'un ami
- 2020 : Pas de panique
- 2022 : Dirty, Difficult, Dangerous
- 2023 : Et si le soleil plongeait dans l'océan des nues
- en développement : Holiday

### Chef opérateur
- 2001: "Des visages, des figures" Album de Noir désir (vidéos promotionnelles) de Henri-Jean Debon
- 2022 : Vous (les adolescents) de Valérie Mréjen (50 min)

### Acteur
- 2014 : Geronimo de Frédéric Bayer Azem
- 2022: Dirty, Difficult, Dangerous [10]
- 2023 : La mer et ses vagues, de Liana Kassir et Renaud Pachot
- 2023: Et si le soleil plongeait dans l'océan des nues

### Compositeur
2016 : Tombé du ciel (BO)
2018 : Souvenir inoubliable d'un ami (BO) avec Zeid Hamdan
2022 : Dirty, Difficult, Dangerous  (BO) avec Zeid Hamdan

## Récompenses
- 2012 : Journées cinématographiques de Carthage : Tanit de Bronze pour It's all in Lebanon
- 2016 : Festival Côté court de Pantin : Prix de la Presse et prix Bande à part pour Après
- 2016 :Festival International du Film Francophone de Tübingen-Stuttgart (de) Grand prix du long métrage pour Tombé du ciel
- 2018 : Festival Côté court de Pantin : Prix du GNCR pour Souvenir Inoubliable d'un Ami
- 2018 : Festival du court métrage de Clermont-Ferrand : Mention spéciale pour Souvenir Inoubliable d'un Ami
- 2018 : Festival International du Film d'Hiroshima (en) : Prix du jury pour Souvenir Inoubliable d'un Ami
- 2022 : Mostra de Venise : Prix Europa Cinemas pour Dirty, Difficult, Dangerous
- 2022 : Festival du film de Belfort - Entrevues : Prix du public pour Dirty, Difficult, Dangerous
- 2022 : Festival du film de Hambourg : Prix de la Critique – Mention spéciale pour le réalisateur
- 2023 : Festival international du film de Palm Springs : Bridging the Borders 2023 pour Dirty, Difficult, Dangerous
- 2024 : Festival du court métrage de Clermont-Ferrand : Prix spécial du Jury pour Et si le soleil plongeait dans l'océan des nues
- 2025 : P'tits Beurres Festival : Prix du jury pour Et si le soleil plongeait dans l'océan des nues.